# Галбрейт, Итан
И́тан Стю́арт Уи́льям Га́лбрейт (англ. Ethan Stuart William Galbraith; родился 11 мая 2001, Белфаст) — североирландский футболист, полузащитник английского клуба «Суонси Сити» и сборной Северной Ирландии.

## Клубная карьера
Уроженец Белфаста, Итан выступал за молодёжные команды североирландских клубов «Карнмони Колтс», «Балликлер Комрадс», «Гленторан», «Крусейдерс» и «Линфилд». В 2017 году стал игроком академии клуба «Манчестер Юнайтед», подписав с командой однолетний любительский контракт. В мае 2018 года подписал двухлетний профессиональный контракт с «Манчестер Юнайтед».
29 октября 2019 года забил дальним ударом с лёта гол в матче Трофея Английской футбольной лиги против «Донкастер Роверс».
28 ноября 2019 года дебютировал  в основном составе «Манчестер Юнайтед» в матче группового этапа Лиги Европы против «Астаны».
13 августа 2021 года отправился в аренду в клуб «Донкастер Роверс» до конца сезона 2021/22.
1 сентября 2022 года отправился в сезонную аренду в клуб в «Солфорд Сити».
Летом 2023 года его контракт с Манчестер Юнайтед истёк, и он покинул клуб в качестве свободного агента. 29 июня 2023 года подписал контракт с клубом Лиги 1 «Лейтон Ориент».

## Карьера в сборной
Выступал за сборные Северной Ирландии до 16, до 17, до 19 лет и до 21 года.
5 сентября 2019 года дебютировал за главную сборной Северной Ирландии в товарищеском матче против сборной Люксембурга.